# 六芸
六芸（りくげい、六藝）は、中国の古代において二つの異なる意味で使われた。一つは儒教の六つの経典で、六経ともいい、五経とほぼ同じ意味である。もう一つは周の時代に教えたとされる六つの技芸である。まれに「ろくげい」と読む。本項では後者について解説する。

## 経典から技芸へ
六芸の語は戦国時代に現われ、前漢の武帝の時代まで、もっぱら六つの経典の意味で用いられた。詩（『詩経』）、書（『書経』）、礼（『礼記』または『儀礼』）、楽（『楽経』）、易（『易経』）、春秋（伝が三つある）で六芸である。技芸の意味で六芸の意味が現われた初例は前漢武帝代に「発見」された『周礼』である。後に『周礼』の権威が高まると、経典は五経、技芸は六芸と使い分けられるようになった。

## 『周礼』の六芸
『周礼』は、周代の制度を後の時代に想像・理想化して著したものと考えられている。その中で、身分あるものに必要とされた6種類の基本教養を六芸とまとめた。その「地官・大司徒」に、礼・楽・射・御・書・数を六芸とする。それぞれ、礼儀、音楽、弓術、馬車を操る術、書道、算術である。同じことを、「地官・保氏」では、五礼、六楽、五射、五馭、六書、九数と列挙する。
大司徒、保氏は『周礼』の中にある官職で、大司徒は、万民に六芸を含めた技芸や道徳を広めることを責務とする。その配下にある保氏は、貴族の子弟を集めて六芸を教える。こうした職務は歴史的事実ではなく、『周礼』の創作である。だが、漢代以降長く周の時代の実際の制度だと信じられた。

## 孔子の芸
『史記』孔子世家には、次のような逸話が語られている。孔子が一芸に名を成していないのは、世に用いられず、様々な芸を習い、多芸の身となってしまったからであり、このことを達巷の村人に、「（孔子は）一芸で名を成していない」といわれた。それを聞いた孔子は、「御（馬術）でも名を成そうか」といってみせた。鄭玄注によると、これは六芸の中で、御（馬術）が格下と認識されていたため、孔子が謙遜して言ったのだという。